# ユメゴンドウ

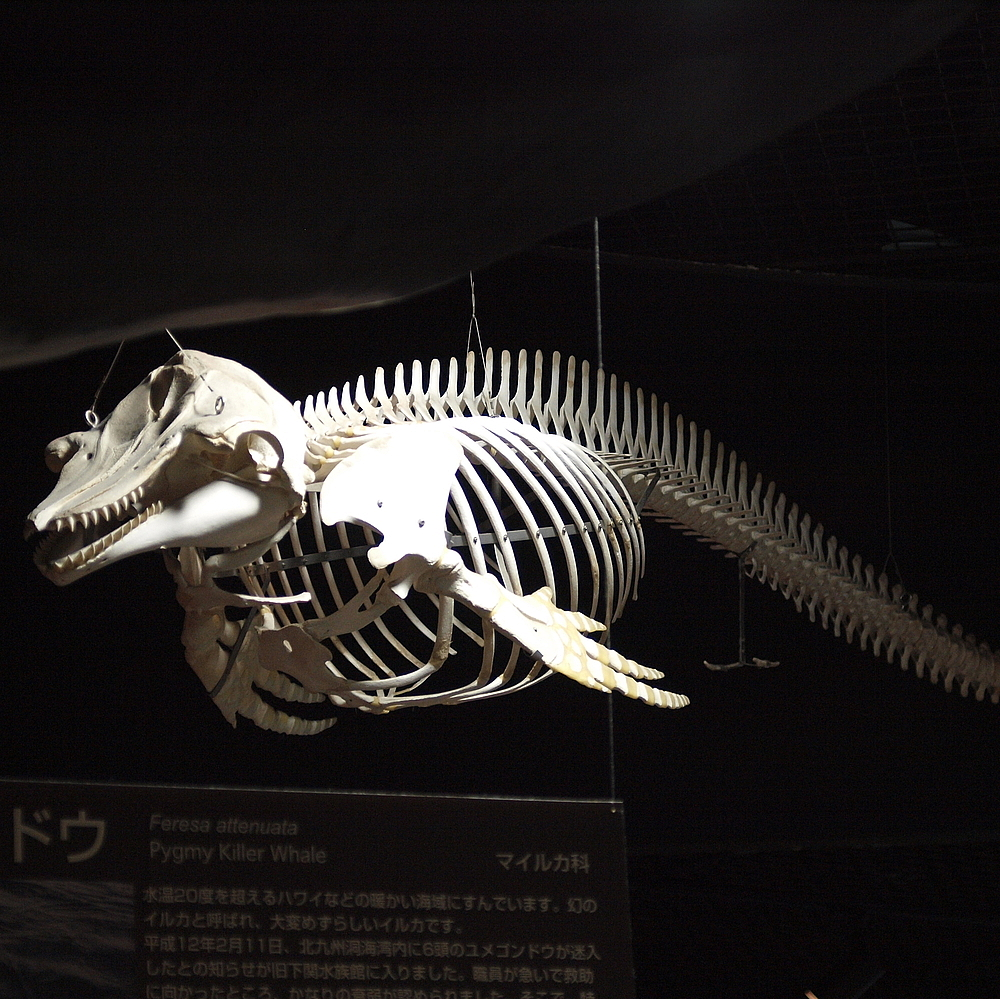
骨格標本

ユメゴンドウ（夢巨頭、Feresa attenuata）はクジラ目ハクジラ亜目マイルカ科ユメゴンドウ属に属する海棲哺乳類である。
英名は"Pygmy Killer Whale"（小さいシャチの意）であり、名前の通り身体的な特徴はシャチに類似している。
ハワイや南アフリカにおいてユメゴンドウの群が捕獲された際、ユメゴンドウ同士が互いに殺し合ったことが報告されている。
一方、日本で捕獲された際にはそのような行動は報告されていないため、そこまでの獰猛性を有することに関しては疑問な点もある。
ユメゴンドウ属（夢巨頭属、Feresa）はマイルカ科に属する属の一つ。
ユメゴンドウ属に属するのはユメゴンドウ1種のみである。

## 分類学
ユメゴンドウの初めての記録は、1874年、John Grayによるものである。
1950年代までは、ユメゴンドウは大英博物館が所有している2個の頭蓋骨標本として知られているだけであった。
1954年、日本の鯨類学者Yamada Munesatoは、1952年に本州出身の鯨漁師が捕らえたユメゴンドウを『珍しいイルカ』(rare porpoise) として報告している。
Yamadaはその中で、頭蓋骨は大英博物館にあるものと特徴が一致するが、身体的な特徴はシャチに似ており、「小さいシャチ」（LesserあるいはPygmy Killer Whale）と呼ぶことを提案している。
学名のattenuataはラテン語で先細りを意味しており、ユメゴンドウの体型が頭部から尾びれにかけて徐々に小さくなっている様子を現している。
和名のユメ（夢）とは、Grayによる1874年の報告の後、1世紀近くも再び発見されることがなく、その珍しさを表現したものである。

## 身体、行動
ユメゴンドウは成体では体長2.5m-2.7m程度、体重は160kg超程度であり、他の多くの典型的なイルカと同じような大きさであるため、海上では他の種類と見間違えやすい。
特にカズハゴンドウと見間違えることが多い。
産まれた直後の体長は80cmほどである。
体型はがっしりしており、体色は暗く、特に背びれの下の辺りの色が濃い。
口吻はなく、頭部は丸い。
身体の横側は明るめの色であり、特に腹部は白いこともある。
口の周りや顎に白い模様を有する個体もいる。
背びれは長く、少し鈎状（かぎじょう）に湾曲している。
ユメゴンドウは、人間が接近することを好まず、人懐こいとは言えない動物である。
スパイ・ホップ（Spy-hop：水面から頭部を出して周囲を見回す行動）、ブリーチング（Breaching：水面に垂直にジャンプして、水上で身体を倒して体側で着水し、水しぶきを立てる行動）といった行動をすることもあるが、活発な動物でもない。
通常、10頭から30頭で群を成して行動するが、それ以上の大きな群を成すこともある。
マイルカなど他のイルカなどを襲って食べる様子も観察されている。
性成熟に要する期間など詳しいことは不明である。
ユメゴンドウは座礁することが珍しくなく、座礁した個体からは、頭足類や小さな魚類を食べると考えられることがわかっている。

## 生息数と生息域
ユメゴンドウはかなり稀な種であると考えられている。
生息数の概数としては、東太平洋の熱帯海域において38,900頭という報告がある（[Wade93]）のみである。
しかしユメゴンドウは世界中の熱帯・亜熱帯の海域に棲息するため、全生息数は不明である。
ハワイや日本の沖合いでの観察例は定期的に報告されている。
インド洋のスリランカ周辺や、大西洋の小アンティル諸島近くでは1年中棲息しているらしいことがわかっている。
大西洋における生息域の北限は西側はフロリダ、東側はセネガルあたりである。
ユメゴンドウは真に外洋性の動物である。